# Intemporal
Turnê Intemporal é a décima sexta turnê da cantora Claudia Leitte. Trata-se de “Intemporal”, projeto acústico gravado em São Paulo em abril de 2024. A turnê estreará no dia 27 de setembro de 2025, na cidade de São Paulo. No dia 1 de julho de 2025 foram anunciadas 6 datas da turnê nas cidades de São Paulo, Natal, Recife, Curitiba, Rio de Janeiro e Belo Horizonte.

## Datas
| Data                   | Cidade         | Estado              | Arena             |
| ---------------------- | -------------- | ------------------- | ----------------- |
| Brasil                 |                |                     |                   |
| 27 de setembro de 2025 | São Paulo      | São Paulo           | Suhai Music Hall  |
| 30 de outubro de 2025  | Natal          | Rio Grande do Norte | Teatro Riachuelo  |
| 31 de outubro de 2025  | Recife         | Pernambuco          | Teatro Guararapes |
| 21 de novembro de 2025 | Curitiba       | Paraná              | Ópera de Arame    |
| 13 de março de 2026    | Rio de Janeiro | Rio de Janeiro      | Vivo Rio          |
| 14 de março de 2026    | Belo Horizonte | Minas Gerais        | Minascentro       |